# 식량주권
식량주권(食糧主權)이란 생태계에 안전하고 지속가능한 방법으로 생산된 건강하고 문화적으로 적합한 식량에 대한 민중들의 권리이며, 민중들이 자신의 고유한 식량과 농업체계를 결정할 수 있는 권리이다.
이 용어는 1996년 비아 캄페시나의 구성원들에 의해 만들어졌다.

## 같이 보기
- 2007-2008년 세계 식료품 가격 위기
- 퍼머컬처